# فلسطين في بطولة العالم لألعاب القوى 2011
شاركت فلسطين في بطولة العالم لألعاب القوى 2011، وهي النسخة الثالثة عشر من بطولة العالم لألعاب القوى، والتي أقيمت في مدينة دايغو في كوريا الجنوبية خلال الفترة من 27 أغسطس (آب) 2011 وحتى 4 سبتمبر (أيلول) 2011 بمشاركة 1742 رياضي يمثلون 201 دولة، ويتنافسون في 47 فعالية.

## اللاعبون المُشاركون
شاركت فلسطين في منافسات النسخة الثالثة عشر من بطولة العالم لألعاب القوى عام 2011 ببعثة رياضية تكونت من لاعب واحد فقط هو العداء بهاء الفرا في منافسات الرجال، ولم تشارك بأي لاعبات في منافسات السيدات.

## النتائج
لم يتوج اللاعب الفلسطيني الوحيد المُشارك في بطولة العالم لألعاب القوى عام 2011 بأية ميداليات. وجاءت نتائج البعثة الفلسطينية المُشاركة في هذه النسخة من البطولة على النحو التالي:

### الرجال
سباقات للمضمار
| الرياضي    | الفعالية     | الدور التمهيدي | الدور التمهيدي | الدور قبل النهائي | الدور قبل النهائي | الدور النهائي | الدور النهائي |
| الرياضي    | الفعالية     | نتيجة          | مرتبة          | نتيجة             | مرتبة             | نتيجة         | مرتبة         |
| بهاء الفرا | سباق 400 متر | 49.04          | 33             | لم يتأهل          | لم يتأهل          | لم يتأهل      | لم يتأهل      |